# Gordon Cormier
Gordon Kyle Diez Cormier (Canadá, 8 de outubro de 2009)  é um ator canadense. Ele interpretou Joe em The Stand (2020) e interpretou Aang na série Avatar: The Last Airbender da Netflix.

## Vida e carreira
Cormier nasceu em 8 de outubro de 2009 e é descendente de filipinos. Ele cresceu em Vancouver, Colúmbia Britânica, e se interessou por atuar.
Ele estrelou uma série de desenhos animados canadense. Seu papel de estreia foi em Get Shorty (2017), onde interpretou o Urchin da Guatemala. Também apareceu no seriado Perdidos no Espaço (2018).
Seu papel em The stand (2020) como Joe, um menino que se torna pupilo de Nadine Cross, o fez chamar a atenção do publico.
Em agosto de 2021, ele foi escalado para o papel principal de Aang no live-action da Netflix Avatar: O Último Mestre do Ar, remake da série animada de mesmo nome .

## Filmografia

### Televisão
| Anos)     | Título                             | Funções             | Notas                                      |
| --------- | ---------------------------------- | ------------------- | ------------------------------------------ |
| 2019      | Pegue leve                         | Ouriço da Guatemala | Episódio: "O que fazer quando você pousar" |
| 2019      | Um milagre de Natal                | Jacó                | Filme Original Marcado                     |
| 2019      | Perdido no espaço                  | Rapaz jovem         | Episódio: "Noventa e Sete"                 |
| 2020–2021 | A bancada                          | Joe                 | Papel recorrente; 8 episódios              |
| 2021      | Histórias de terror em duas frases | Jovem Carlos        | Episódio: "Impostor"                       |
| 2024      | Avatar: O Último Mestre do Ar      | Avatar Aang         | Papel principal                            |

## Referencias
1. 1 2  Tinoco, Francisca (26 de janeiro de 2024). «'Avatar: The Last Airbender' star Gordon Cormier's age, confirmed». We Got This Covered (em inglês). Consultado em 26 de fevereiro de 2024
2. ↑  C, Toff. «Filipino-Canadian actor Gordon Cormier lands lead role in Netflix's 'Avatar: The Last Airbender' live-action series». Push (em inglês). Consultado em 17 de agosto de 2021
3. ↑  Alvaro Limos, Mario. «The Last Airbender Is a Filipino-Canadian». Esquiremag.ph. Consultado em 17 de agosto de 2021
4. ↑  Alvaro Limos, Mario. «The Last Airbender Is a Filipino-Canadian». Esquiremag.ph. Consultado em 17 de agosto de 2021
5. ↑  Llemit, Kathleen A. «Filipino-Canadian stars in new Avatar live action». Philstar.com. Consultado em 17 de agosto de 2021
6. ↑  «The Stand Episode 2 Recap: "Pocket Savior" Doubles-Down on Flashbacks and Apocalypse Energy, for Better & (Only Occasionally) Worse». theplaylist.net. Consultado em 17 de agosto de 2021
7. ↑  Goldberg, Lesley (12 de agosto de 2021). «Netflix's Avatar: The Last Airbender Sets Creative Team, Cast for Live-Action Adaptation». The Hollywood Reporter (em inglês). Consultado em 17 de agosto de 2021